# شرکت تعاونی کشت و دام بقره
شرکت تعاونی کشت و دام بقره یک منطقهٔ مسکونی در ایران است که در دهستان ریگستان واقع شده‌است. شرکت تعاونی کشت و دام بقره ۱۱ نفر جمعیت دارد.